# Sri Sudachan
Sri Sudachan (tiếng Thái: ศรีสุดาจันทร์; đầu thập niên 1500 – 1548 tại Ayutthaya) là vương hậu của Ayutthaya kết hôn với Vua Chairacha của Ayutthaya. Sau khi ông mất, giữa năm 1546 và 1548, bà đã nhiếp chính thay cho con trai bà là Yot Fa.
Theo biên niên sử thời đó, bà chịu trách nhiệm cho vụ ám sát cả hai vị vua. Đồng phạm với vụ giết chết vua cùng với người tình của bà là Phan But Sri Thep, sau đó Sri Sudachan đã bổ nhiệm ông đồng nhiếp chính đầu tiên và trở thành vua với hiệu Khun Worawongsathirat. Bị phản đối bởi một phần lớn của chủ thành, họ trở thành nạn nhân của một cuộc phục kích bởi chủ thành Sukhothai và bị xử tử chỉ sau vài tuần Worawongsathirat lên ngôi.

## Tiểu sử

### Vương quốc Chairacha
Do Xiêm La có nhiều tộc khác nhau nên họ thường mâu thuẫn với nhau, Vua Chairacha có một số quý phi và vương phi khác, bao gồm Sri Sudachan, một công chúa được xem là hậu duệ của triều Uthong của Ramathibodi I, người hạ sinh hoàng tử Yot Fa vào năm 1535 và hoàng tử Sri Sin vào năm 1541. Nhà vua thường xuyên vắng mặt tại Ayutthaya, tham gia vào các chiến dịch quân sự chống lại các vương quốc Lanna, Lan Xang và Toungoo (Miến Điện ngày nay). Tình yêu của một thầy tế, tham vọng và ham muốn quyền lực của người vợ đã gây tai hoạ cho Chairacha và Yot Fa.

### Nhiếp chính
Vào những tháng cuối cuộc đời, Chairacha có nhiều vấn đề về sức khoẻ và băng hà vào năm 1546, sau một khoảng thời gian ngắn trở về Ayutthaya từ cuộc xâm chiếm Vương quốc Lanna. Theo cuốn tự truyện của nhà thám hiểm người Bồ Đào Nha Fernão Mendes Pinto, một người đã ở lại đó, nhà vua bị trúng độc bởi Sundachan Lanka, mặc dù ông không cung cấp chi tiết làm cách nào cô có thể thoát khỏi hình phạt. Thay vào đó Yot Fa được mười một tuổi và lên ngôi, cùng với mẫu hậu Sisudachan và chú Thianracha, anh trai của Chairacha và Viceroy. Sau một thời gian, do có sự mâu thuẫn giữa hai nhiếp chính, Thianracha từ bỏ chức vụ để tạm thời tu tại tu viện Phật giáo.
Theo nhà ngoại giao và nhà sử học Jeremias van Vliet, giám đốc văn phòng Ayutthaya vào thế kỷ XVII của Dutch East India Company, Sisudachan đã gặp và yêu thầy tế Phan Sri Thep. Vương hậu đã trao cho ông chức vụ cao trong hoàng cung, bà trao cho ông hiệu Khun Chinnarat và giao cho ông nhiệm vụ thành lập một số lượng lớn quân đội trẻ để bảo vệ thành. Khun Chinnarat chọn những người lính mà ông tin tưởng và sử dụng họ để đàn áp những viên quan phản đối cặp đôi quyền lực. Sau khi quét dọn những mục tiêu chính, Sri Sudachan yêu cầu Khun Chinnarat cùng làm việc với bà trong vai trò nhiếp chính với hiệu Khun Worawongsathirat.